# 西藏琉璃草
西藏琉璃草（学名：Cynoglossum schlagintweitii）是紫草科倒提壶属的植物，是中国的特有植物。分布于克什米尔以及中国大陆的四川、西藏等地，生长于海拔2,500米至4,000米的地区，一般生长在山坡砂砾地和丛林下，目前尚未由人工引种栽培。